# Concerto per chitarra e orchestra n. 1 (Carulli)
Il Concerto per chitarra e orchestra op.8 in La maggiore è una composizione del chitarrista napoletano Ferdinando Carulli.
Si tratta di uno dei primi esempi noti di concerto per chitarra nella letteratura musicale, e insieme a quelli di Mauro Giuliani e Francesco Molino costituisce il nucleo essenziale degli unici concerti per chitarra risalenti alla prima metà dell'Ottocento ad esserci pervenuti per intero. Il Carulli pubblicherà successivamente un suo secondo Concerto per chitarra e orchestra op.140 in Mi minore.
Di tale composizione Carulli diede due differenti pubblicazioni, una "parigina" (Naderman, 1809) e l'altra, posteriore, "viennese" (Haslinger, 1827). Esse differiscono principalmente per l'organico previsto: nella prima, è prevista la presenza di un quartetto d'archi, due oboi, due corni e un flauto obbligato; nella seconda l'orchestrazione viene ridotta a due violini, un violoncello e due corni ad libitum. Nella versione "viennese" è inoltre riscontrabile, nella partitura della chitarra, una scrittura polifonica più "matura", con le voci separate, assente nella prima versione.
L'esecuzione del Concerto in La maggiore fu una delle prime apparizioni del chitarrista Carulli sulla scena musicale parigina (1808); il successo ottenuto fu da preludio alla discreta fama che seppe in seguito guadagnarsi nella capitale francese, ritagliando per il suo strumento - la chitarra - uno spazio fino ad allora inedito.

## Discografia parziale
- Pepe Romero - Ferdinando Carulli, Francesco Molino: Guitar Concertos, Decca, 2011.
- Pal Paulikovics - Ferdinando Carulli: Gitarrenkonzerte , Capriccio Records, 1997.
- Friedemann Wuttke - Italian Guitar Concertos, Profil, 2005.

## Fonti
- Fernando Lepri nella Presentazione di Ferdinando Carulli, Concerto in La maggiore op.8 per chitarra e orchestra + CD, Edizione Guitart
- Alessandro De Bei in Guida all'ascolto di La chitarra dell'800, CD con "Amadeus" n.264